# 푸드 네트워크

로고

푸드 네트워크(Food Network)는 음식을 테마로 한 전문 방송국이다. 스크립스 네트웍스 인터랙티브와 트리뷴 케이블 벤처스가 공동으로 출자하고있다.
1993년에 TV 푸드 네트워크(TV Food Network)로 개국하였다.